# Arrachart Airport
Arrachart Airport är en flygplats i Madagaskar.   Den ligger i regionen Diana, i den norra delen av landet, 800 km norr om huvudstaden Antananarivo. Arrachart Airport ligger 113 meter över havet.
Terrängen runt Arrachart Airport är kuperad åt sydost, men åt nordväst är den platt. Terrängen runt Arrachart Airport sluttar norrut. Runt Arrachart Airport är det tätbefolkat, med 257 invånare per kvadratkilometer. Närmaste större samhälle är Antsiranana, 7,8 km norr om Arrachart Airport. Omgivningarna runt Arrachart Airport är huvudsakligen savann.